# Кадуна (аеропорт)
Аеропорт Кадуна (IATA: KAD, ICAO: DNKA) — аеропорт, розташований в місті Кадуна, центрі однойменного штату в Нігерії.
Злітно-посадкова смуга аеропорту Кадуна — 3000 м.
Авіакомпаніями, що здійснюють авіаперевезення на внутрішніх маршрутах країни, є:
- Aero Contractors (Лагос)
- Arik Air (Лагос, Абуджа)
- Chanchangi Airlines (Лагос).

20 серпня 2010 року в аеропорту Кадуна стався інцидент. Boeing 737-200 авіакомпанії Chanchangi Airlines, реєстраційний номер 5N-BIF, що виконував рейс 5B-334 за маршрутом Лагос-Абуджа-Кадуна з 35-ма пасажирами на борту, при підході до злітно-посадковій смузі в умовах турбулентності зачепив антену курсового радіомаяка і здійснив екстрене приземлення на коротку злітно-посадковій смузі. Літак був евакуйований. Частина пасажирів отримали легкі тілесні пошкодження, літак отримав істотні пошкодження ходової частини і фюзеляжу. Авіакомпанія Chanchangi Airlines, чия діяльність в минулому неодноразово призупинялася управлінням цивільної авіації Нігерії, призупинила свою роботу в очікуванні повернення двох літаків, які в даний час проходять перевірку та технічне обслуговування у Європі.